# Podlog, Velike Lašče
Podlog je naselje v Občini Velike Lašče.